# モンクット王工科大学トンブリー校
座標: 北緯13度39分06秒 東経100度29分44秒 / 北緯13.65167度 東経100.49556度
キングモンクット工科大学トンブリー校 （きんぐもんくっとこうかだいがくとんぶりーこう、略称:KMUTT、タイ語:มหาวิทยาลัยเทคโนโลยีพระจอมเกล้าธนบุรี、英称: King Mongkut's University of Technology Thonburi）は、タイ王国にある国立の工科大学。1960年に設置。通称「バンモッド」。

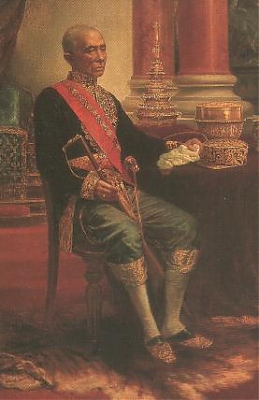
モンクット王（ラーマ４世）

## 概要
キングモンクット工科大学は、タイ王国の首都バンコク都トゥンクル区にあるタイを代表する国立の工科大学である。当大学は、バンコク都内に2か所とラーチャブリー県チョームブン郡に1か所の合計3か所のキャンパスを有している。キングモンクット工科大学の歴史は、1960年2月4日に教育省職業訓練課によって設置されたトンブリー単科大学に遡る。この単科大学は技術者の養成を目的とし、1971年には、トンブリー技術大学（現在のキングモンクット工科大学トンブリー校）ノースバンコク技術大学（現在のキングモンクット工科大学ノースバンコク校）、ノンタブリー電気通信大学（現在のキングモンクット工科大学ラカバーン校）に分割され現在に至る。大学の名前はタイにおける「科学技術の父」と言われるモンクット王（ラーマ４世）に由来する。

## 学部
- Faculty of Industrial Education and Technology
- School of Information Technology
- Faculty of Science
- Faculty of Engineering
- School of Architecture and Design
- College of Multidisciplinary Sciences

## 大学院
修士課程
- Faculty of Industrial Education and Technology
- School of Energy, Environment and Materials
- Faculty of Science
- Faculty of Engineering
- Graduate School of Management and Innovation
- Institute of Field Robotics
- School of Multidisciplinary Sciences
- School of Architecture and Design
- School of Liberal Arts
- The Joint Graduate School of Energy and Environment

博士課程
- Faculty of Industrial Education and Technology
- School of Bioresources and Technology
- School of Information Technology
- School of Energy, Environment and Materials
- Faculty of Science
- Faculty of Engineering
- Institute of Field Robotics
- School of Multidisciplinary Sciences
- School of Liberal Arts
- The Joint Graduate School of Energy and Environment

## 出身者
- カシデット・プルークポン（俳優）
- カナウット・トライピパタナポン（俳優）
- チャローンラット・ノープサムローン（俳優）
- ラチャーナン・マハーワン（女優）

## 日本における協定校
| - 東北大学 - 筑波大学 - 日本工業大学 - 千葉大学 - 東京大学 - 東京工業大学 - 東京農工大学 - 慶應義塾大学 - 芝浦工業大学 - 東京工科大学 - 2010年11月協定締結・学術交流協定校。 。 - 東京電機大学 - 横浜国立大学 - 東海大学 工学部 - 岐阜大学 - 福井大学 - 京都大学 - 京都工芸繊維大学 - 大阪大学 - 神戸大学 | - 山口大学 - 九州大学 - 宮崎大学 - 徳山工業高等専門学校 - 九州沖縄地区9高専包括 - 久留米工業高等専門学校 - 有明工業高等専門学校 - 北九州工業高等専門学校 - 佐世保工業高等専門学校 - 熊本高等専門学校 - 大分工業高等専門学校 - 都城工業高等専門学校 - 鹿児島工業高等専門学校 - 沖縄工業高等専門学校 |  |

## 公式サイト
- キングモンクット工科大学トンブリー校 （タイ語、英語）
- キングモンクット工科大学北バンコク校 （タイ語、英語）
- キングモンクット工科学院ラートクラバン校 （タイ語、英語）